# 와타나베 시노부

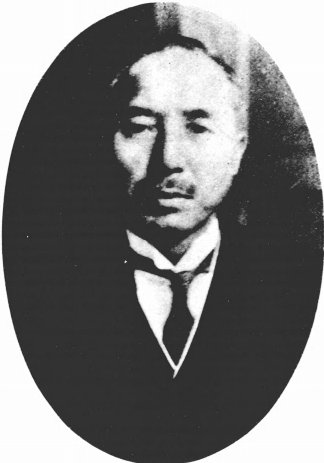
와타나베 시노부

와타나베 시노부(일본어: 渡辺 忍, 1883년 5월 29일 ~ 1955년 1월 28일)는 일본의 조선총독부 관료이다. 니가타현 출신이다.

## 주요 경력
- 1909년: 도쿄 제국대학 법과대학 졸업, 문과 고등시험 합격
- 1910년 12월: 와카야마현 히다카군장
- 1915년 8월: 후쿠이현 이사관
- 1919년 12월: 조선총독부 도 사무관, 충청북도 제1부장
- 1926년 3월: 전라북도지사(~ 1929년 1월)
- 1929년 1월: 경기도지사(~ 1931년 9월)
- 1931년 9월: 조선총독부 식산국장 겸 조선총독부 산림부장
- 1935년 2월: 면직, 동양척식주식회사 이사로 취임

## 참고 문헌
- 《만근대일본척식사(輓近大日本拓殖史》, 일본행정학회, 1934년
- 기다 주에(貴田忠衛), 《쇼와 10년판 조선인사흥신록》, 조선인사흥신록편찬부, 1935년